# 奉州 (唐朝)
奉州，唐朝时设置的州。
开元二十八年（740年），以维州的定廉县置奉州。天宝、至德年间称云山郡，天宝八年（749年），徙治天保军。广德元年（763年），没吐蕃，乾元元年（758年），嗣归诚王董嘉俊以奉州归唐，更奉州名为保州天保郡。后又更名古州，其后复为保州。土贡：麸金、麝香、犛牛尾。一千二百四十五户，四千五百三十六口。四县：定廉县（今四川省理县朴头乡），武德七年置，永徽元年省维州的盐溪县并入；归顺县（今四川省理县夹壁乡），天宝八载析定廉置；云山县（今四川省理县米亚罗镇十八拐村），天宝八载析定廉置；安居县（今四川省理县古尔沟镇沙坝村）。有天保军。
奉州刺史
- 董晏立（740年）